# Вімблдонський турнір 1891
Вімблдонський турнір 1891 — 15-й розіграш Вімблдону. Турнір тривав з 29 червня до 9 липня. У чоловічому одиночному розряді виступали 22 спортсмени. Чемпіоном став Вілфред Бедделі, якому на момент перемоги було 19 років, 5 місяців і 23 роки.  Жіночий одиночний та чоловічий парний турніри почалися після завершення чоловічого одиночного турніру.

## Дорослі

### Чоловіки, одиночний розряд
Вілфред Бедделі переміг у фіналі  Джошуа Піма, 6–4, 1–6, 7–5, 6–0.

### Жінки, одиночний розряд
Лотті Дод перемогла у фіналі  Бланш Бінґлі, 6–2, 6–1.

### Чоловіки, парний розряд
Вілфред Бедделі /  Герберт Бедделі перемогли у фіналі пару  Джошуа Пім /  Френк Стокер, 6–1, 6–3, 1–6, 6–2.